# Pettenbach
Pettenbach est une commune autrichienne qui fait partie des 23 communes du district de Kirchdorf an der Krems dans le land de Haute-Autriche qui est aussi le district judiciaire. Pettenbach est situé à 215 km de la capitale Vienne, et à 97 km de Salzbourg proche de la frontière allemande au pieds des Alpes.

Pettenbach et Kirchdorf sont localisés de la région du Traunviertel l'une des quatre régions historiques de la Haute Autriche. La région est bord de la Traun (Danube) qui est un affluent du Danube et qui arrose la région. 

Les trois autres régions du Traunviertel sont:
- Hausruckviertel
- Mühlviertel
- Innviertel

## Vie de la Commune
La population de Pettenbach est de 5 321 habitants (1er Janvier 2020).
En 2021, le Maire est Bimminger Leopold (Bürgermeister) depuis 2012.

## Géographie
Le point culminant de Pettenbach se situe à 486 m d'altitude, A. Höhe dans le Traunviertel. La commune s'étend du Pernecker Kogel (1 080 m d'altitude) au sud à Ried im Traunkreis au nord. 
Petterbach s'étend à 8,8 km du nord au sud et de 11,3 km d'ouest en est. La superficie totale est d'environ 54,8 km². A Petterbach, 15,7% de la superficie est constitué de bois et forêts et le reste 73,7% de la superficie est consacrée à l'agriculture.

## Accessibilité
Pettenbach est situé sur l'Almtalbahn, une ligne secondaire non électrifiée reliant Wels à Grünau im Almtal. La gare de Pettenbach et les arrêts Wilfling, Diensthubersiedlung et Steinbachbrücke sont situés dans la commune.

## Tourisme
La localisation de Pettenbach favorise le tourisme.

## Histoire, Culture et Eglises
Pettenbach se caractérise par la forte présence de ses églises qui racontent quelque peu l'histoire de la ville.
L'église paroissiale de Pettenbach a été construite en 1484 comme une église-halle de style gothique tardif à trois nefs. Le mobilier de l'autel baroque vaut particulièrement le détour.

L'église paroissiale et de pèlerinage de Magdalenaberg a été construite vers 1500 comme une église-halle de style gothique tardif à deux nefs. Après un incendie, l'église reçut une voûte Renaissance vers 1629. Le mobilier est de style baroque. Le retable baroque de Sainte-Marie-Madeleine est ici remarquable. Chaque année, de nombreux pèlerinages ont lieu sur le Magdalenaberg. En coopération avec le service culturel du bourg de Pettenbach, des invitations au "pèlerinage musical" sont organisées plusieurs fois par an.

L'église de branche et de pèlerinage de Heiligenleithen: elle a été construite en 1431 dans le style gothique tardif comme église-halle à nef unique et est équipée d'autels latéraux baroques et d'un maître-autel néo-gothique. 

Un joyau spécial est une statue de Saint-Léonard du XVe siècle. L'église est connue bien au-delà des frontières de Pettenbach pour le Leonhardiritt, qui a lieu chaque année aux alentours du 6 novembre.
En octobre 1967, la croix de la Paix Oberkaiblingen métal illuminée de 20 mètres de haut a été ouverte à l'initiative de l'Association de camaraderie du Kirchdorf a. ré. Krems en remerciement pour le retour de nombreux soldats de la Seconde Guerre mondiale. Lorsque la croix est éclairée, elle est visible loin dans la zone centrale de la Haute-Autriche et représente un symbole de paix.

Au XIIe siècle, une forteresse Seisenburg a été mentionnée pour la première fois et en 1609 elle a été transformée en château Renaissance. Après la Première Guerre mondiale, le château est tombé en ruine jusqu'à ce qu'il ne reste plus qu'une ruine. 

Actuellement, des bénévoles assidus de Pettenbach réparent les restes de la ruine, nettoient les décombres et les sécurisent. Une exposition au musée Bartlhaus offre une impression fascinante de l'ancien splendide bâtiment de la Renaissance. Trois soi-disant boucliers de la mort bien conservés du Seisenburg de l'époque du règne du comte Engel se trouvent dans la mairie du marché.